# Michèle Rakotoson
Michèle Rakotoson (geboren 14. Juni 1948 in Antananarivo) ist eine madagassisch-französische Schriftstellerin.

## Leben
Rakotoson studierte Literatur in Madagaskar mit einem B.A.-Abschluss und in Frankreich Soziologie mit einem Diplôme d’études approfondies. Sie floh aus politischen Gründen aus Madagaskar und lebte ab 1983 bis 2008 überwiegend in Frankreich. Rakotoson arbeitete als Journalistin bei Radio France Internationale. Sie schreibt Prosa und Theaterstücke vorwiegend in Französisch, zum Teil in Malagasy. In Madagaskar engagiert sie sich in der Literaturförderung.
Sie erhielt 2012 den Grand Prix de la Francophonie der Académie Française.

## Werke (Auswahl)
- Dadabe: et autres nouvelles. 1984, ISBN 2-86537-076-3.
  - Dadabé : ein Kurzroman und zwei Erzählungen aus Madagaskar. Nachwort Heinz Hug. Lamuv, Göttingen 1998.
- Le bain des reliques: roman malgache. 1988, ISBN 2-86537-218-9.
  - Die verbotene Frau : Roman. Übersetzung Nys Barbara Eggert. Nachwort Heinz Hug. Lamuv, Göttingen 2000.
- La Maison morte. 1991.
- Elle, au printemps: roman. 1996, ISBN 2-907888-64-1.
- Henoÿ – Fragments en écorce. 1998, ISBN 2-88253-115-X.
- Lalana: roman. 2002, ISBN 2-87678-783-0.
- Juillet au pays: récit. 2007, ISBN 978-2-914659-88-8.
- Tovonay, l'enfant du Sud: roman. 2010, ISBN 978-2-84280-159-5.
- Passeport pour Antananarivo : Tana la belle: récit. 2011, ISBN 978-2-35639-054-7.
- Madame à la campagne : Chroniques malgaches. 2015, ISBN 979-10-90103-24-5.
- Ambatomanga, Le silence et la douleur. Édition Broche.